# Extraclast
Els extraclasts són elements clàstics de roques carbonàtiques, procedents de roques preexistents (carbonàtiques o no), i que no pertanyen a la conca sedimentària. Poden ser més antics (extraclasts heteròcrons) o de la mateixa edat que la matriu; en aquest segon cas sempre provenen duna zona isòpica diferent (extraclasts heteròpics). Aquesta definició coincideix amb la de litoclast donada per Folk. Actualment, no hi ha acord entre els diferents autors, ja que n'hi ha que mantenen que el clast sigui calcari per a anomenar-lo extraclast.